# Renealmia ligulata
Renealmia ligulata är en enhjärtbladig växtart som beskrevs av Paulus Johannes Maria Maas. Renealmia ligulata ingår i släktet Renealmia och familjen Zingiberaceae. Inga underarter finns listade i Catalogue of Life.